# 北區 (熊本市)
北區（日语：／ Kita ku */?）是熊本市于2012年4月升格為政令指定都市時新設的一個行政區。區役所設在原本的植木綜合支所（舊植木町役場）。辖下的原植木町的區域將會是合併特例區。

## 地理
位於熊本市北部，相當于以前的清水村（1939年和熊本市合併）、龍田村（同1957年）、北部町（同1991年）、植木町（同2010年）4町村。除了西區、中央區、東區之外，和玉東町、山鹿市、菊池市、合志市、菊陽町相鄰。是坪井川・井芹川的上流，白川是北區和東區的境界線。在北區南部，和中央區的區界附近有立田山（標高152m、山頂及北側和西側在北區內）。

## 人口
人口有14万4700人，面積115.35平方公里。人口密度1,250人/平方公里，比西區和南區略高。

## 名稱
北區的臨時名稱是「B区」，在2010年9月實施的「徵集區名」中，獲得支持最多的依次是北區(48.6%)、城北區(24.8%)、武藏區(2.0%)、熊北區(1.8%)、熊本北區(1.2%)、植木區(0.8%)、緑區(0.8%)、肥後北區(0.7%)、北部區(0.7%)、北城區(0.7%)、（其他 18.0%）。熊本市行政區劃審議會據此決定將北區、城北區、肥後北區、武藏區、緑區定為候選區名，2010年12月再次舉行「意向調査」，在這五個區名中，北區獲得了第一位，佔55.5%。在審議會進行討論之後，2011年1月正式將「北區」這一名稱定為區名的方案提交給市長。翌月，熊本市決定將此確定為「方針」、2011年12月，熊本市議會正式通過這個決定。

## 外部連結
- （日語） 官方网站
- OpenStreetMap上有關北區 (熊本市)的地理